# Droß
Droß osztrák község Alsó-Ausztria Kremsvidéki járásában. 2025 januárjában 1034 lakosa volt. 

## Elhelyezkedése

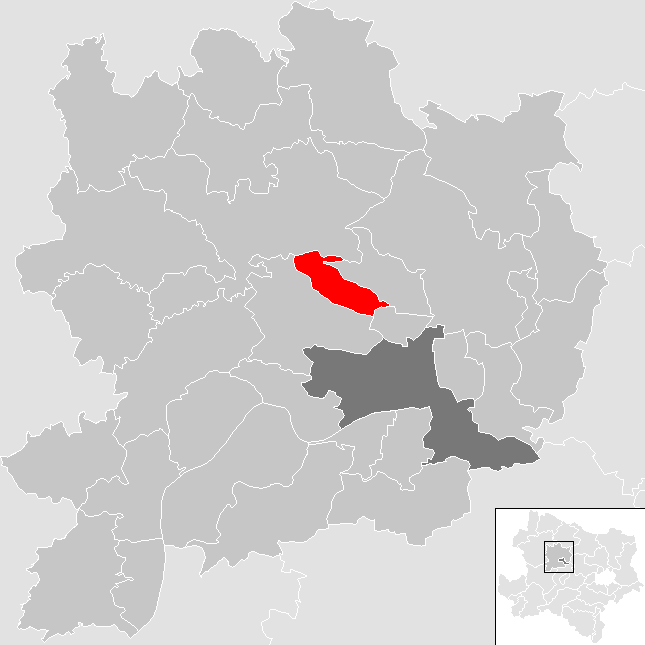
Droß a Kremsvidéki járásban

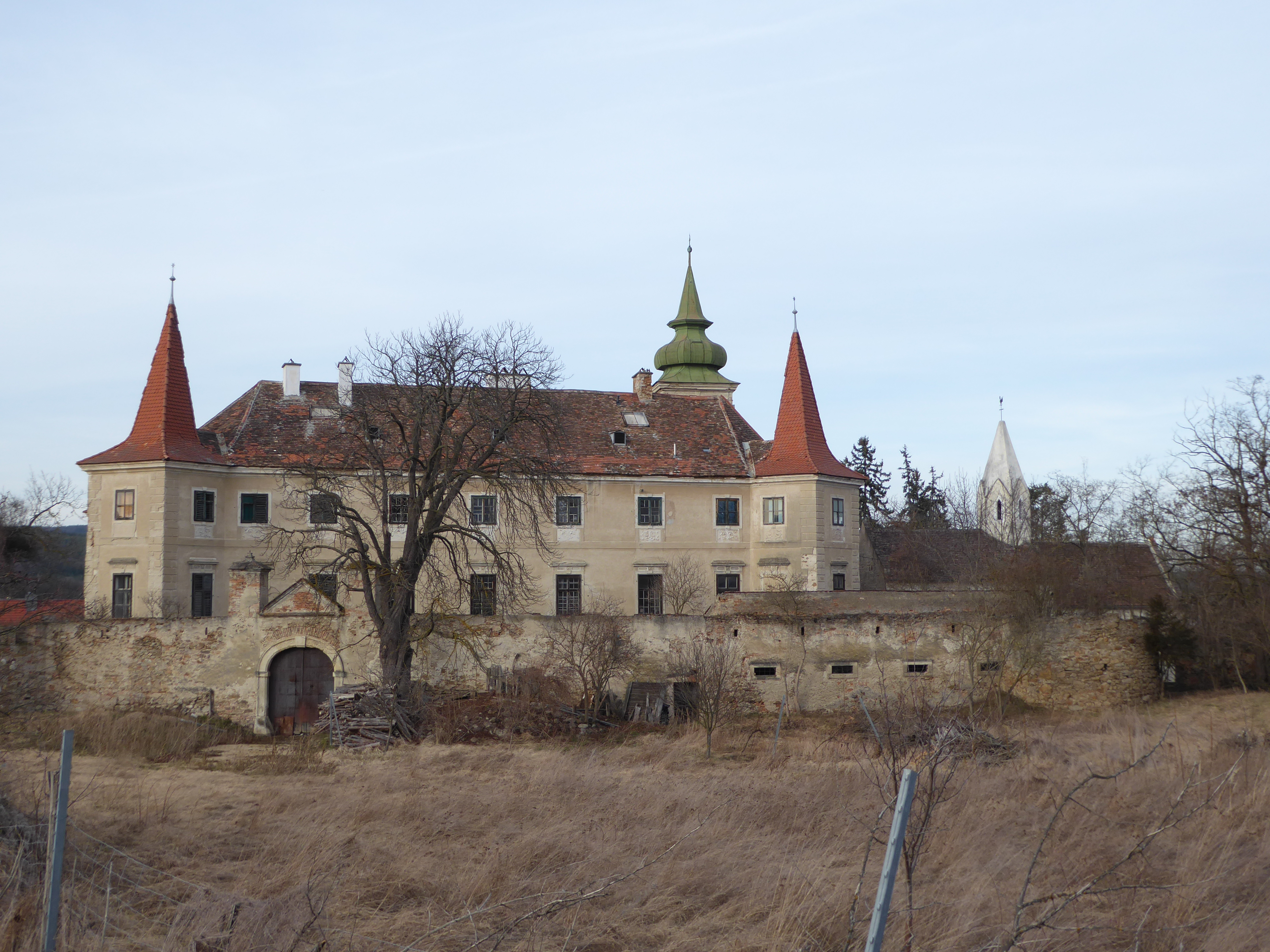
A droßi kastély

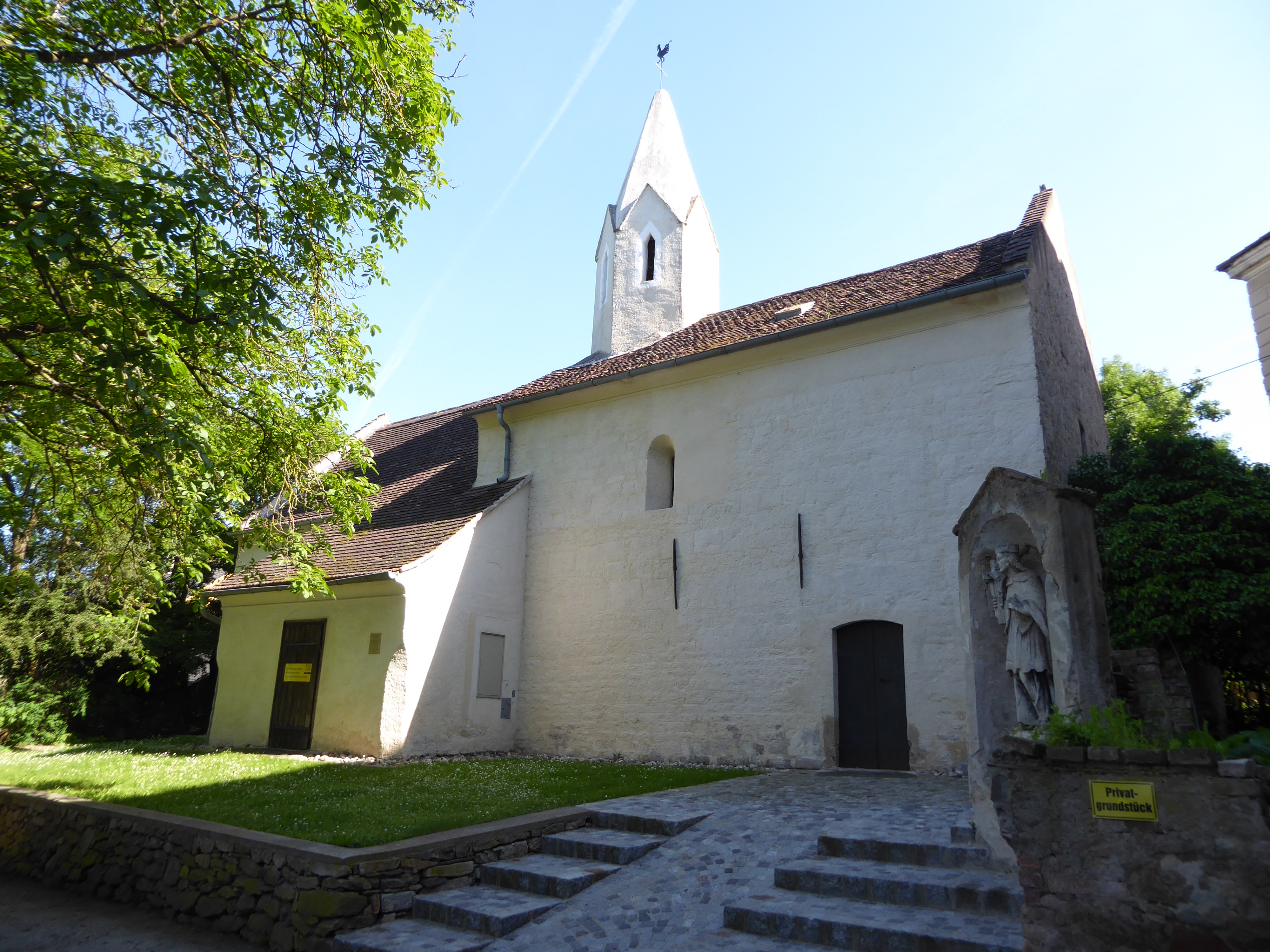
A Szt. György-várkápolna

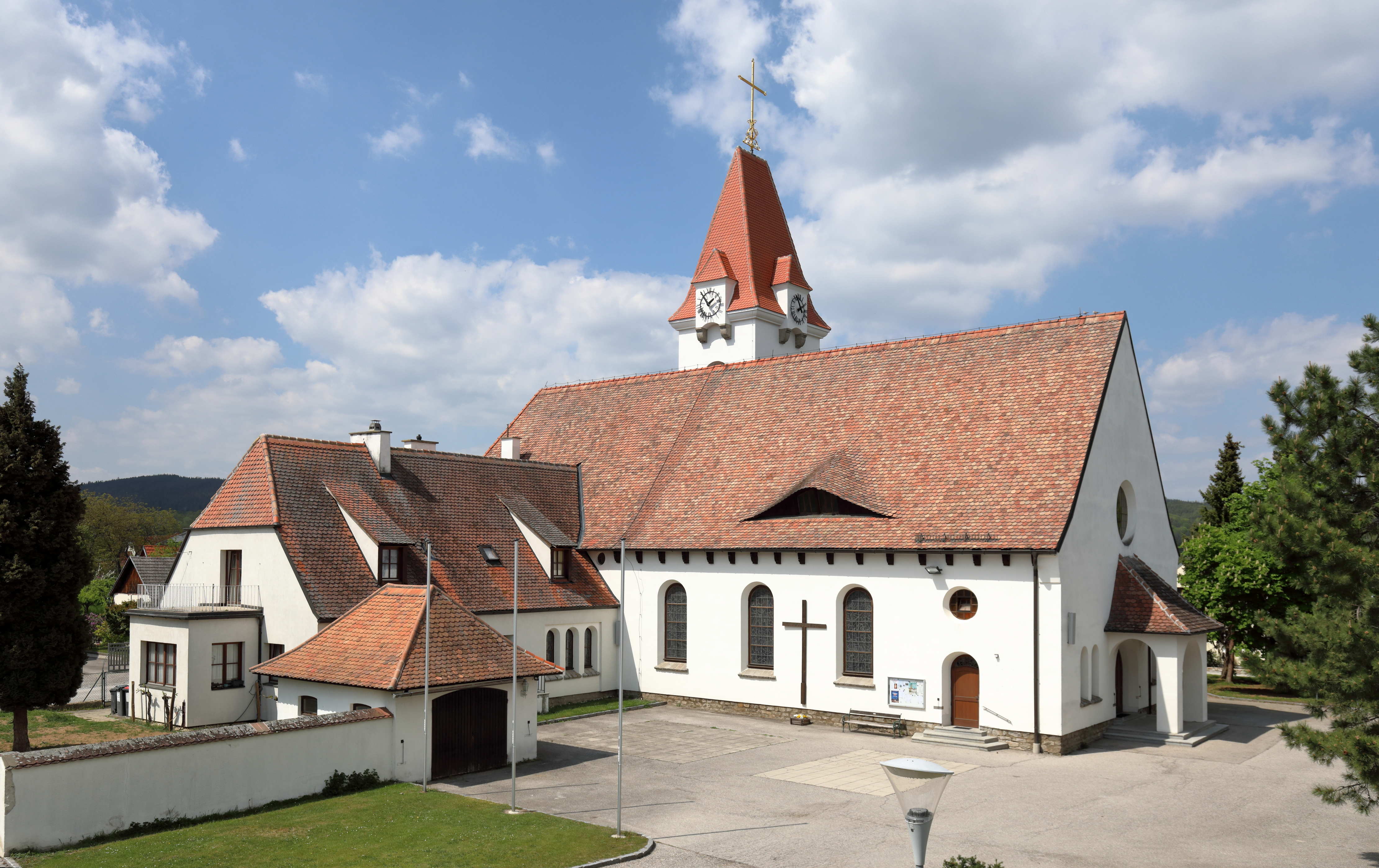
A Fatimai Mária-kegytemplom

Droß a tartomány Waldviertel régiójában fekszik a Kannerbach folyó mentén. Területének 55,7%-a erdő, 35,4% áll mezőgazdasági művelés alatt. Az önkormányzat két települést egyesít: Droß (1008 lakos 2025-ben) és Droßeramt (26 lakos). 
A környező önkormányzatok: északra Gföhl, északkeletre Lengenfeld, délkeletre Stratzing, délnyugatra Senftenberg.

## Története
Droßt 1135-ben említik először, első ismert birtokosa Ruediger de Drozze volt 1156-ból. 1295-ben akkori tulajdonosa, Niclas von Drozze átadta a várat a hercegnek. 1503-ban Wolfgang Haidelberger szerezte meg. A négytornyos várkastély a 16. században épült és a 18. században nyerte el mai formáját; az eredeti várból a román-gótikus stílusú Szt. György-kápolna maradt meg, amely 1953-ig plébániatemplomként is szolgált (akkor épült meg a Fatimai Mária-kegytemplom, amely ma betölti ezt a funkciót). A harmincéves háborúban, 1620-ban a birtokot elkobozták protestáns tulajdonosától és eladták. 1839-ben 78 házat számláltak össze, 115 családdal és 654 lakossal.
1971-ben Droß és Stratzing községek Stratzing-Droß néven egyesültek, de 1993-ban ismét szétváltak. Droß 1997-ben kapta a címerét.

## Lakosság
A droßi önkormányzat területén 2025 januárjában 1034 fő élt. Lakosságszáma 1961 óta gyarapodó tendenciát mutat. 2023-ban az ittlakók 97,4%-a volt osztrák állampolgár; a külföldiek közül 1% a régi (2004 előtti), 1,5% az új EU-tagállamokból érkezett, 0,2% egyéb ország polgára volt. 2001-ben a lakosok 91%-a római katolikusnak, 1% evangélikusnak, 0,4% ortodoxnak, 0,8% mohamedánnak, 6% pedig felekezeten kívülinek vallotta magát. Ugyanekkor a legnagyobb nemzetiségi csoportot a német anyanyelvűeken kívül (96%) a magyarok alkották egy fővel.
A népesség változása:

| 2016 | 969 |
| 2018 | 983 |

## Látnivalók
- a droßi kastély
- a Fatimai Mária kegy- és plébániatemplom
- a Szt. György-várkápolna
- a Schäferhof, volt uradalmi magtár

## Híres droßiak
- Franz Krenn (1816–1897) zeneszerző

## Testvértelepülések
- Fátima (Portugália)